# Reino de Pamplona
El reino de Pamplona fue una entidad política creada en el Pirineo occidental en torno a la ciudad de Pamplona en los primeros siglos de la Reconquista. Su nombre se menciona en  los Annales regni Francorum. La expresión se siguió utilizando hasta que Sancho VI cambió su título de Pampilonensium rex (en español, Rey de los pamploneses) por el de Navarrae rex (en español, Rey de Navarra). Historiográficamente también se emplean las expresiones condado de Pamplona (durante la época de los reyes navarro-aragoneses) y reino de Nájera o reino de Pamplona-Nájera (a partir de 925, tras la conquista de Nájera, la consolidación del reino de Nájera y el reinado de García Sánchez I).
La civitas romana de Pompaelo había sido la principal ciudad del impreciso territorio atribuible al pueblo de los vascones, hasta la fundación de Victoriacum por los visigodos (581). Durante el último tercio del siglo VIII, Carlomagno, el rey de los francos, llevó a cabo expediciones en el territorio surpirenáico para crear una marca fronteriza meridional (la posteriormente denominada Marca Hispánica) en el territorio entre los Pirineos y el Ebro que contrarrestara al emirato de Córdoba. Tras el fracaso inicial de tales intentos de expansión, se logró a principios del siglo IX la creación en la parte occidental de los Pirineos de un condado que subsistiría unos diez años. A partir de entonces, de nuevo bajo el control de las autoridades cordobesas (ya con la denominación de emirato de Córdoba), se organizó hacia 824 el reino de Pamplona bajo la dirección de Íñigo Arista, su primer señor o magnate, y con el apoyo de sus aliados muladíes de los Banu Qasi, señores de Tudela, y del obispado de Pamplona.
En el siglo X el reino de Pamplona rompió con Córdoba e inició su expansión tanto militar como diplomática con alianzas selladas con matrimonios de los monarcas y nobles. De esta forma tenía lazos familiares muy próximos con el vecino reino de León. La dinastía Arista-Íñiga, configuradora del nuevo espacio político pamplonés, terminó con Fortún Garcés (870-905) quien, según la tradición, abdicó y se retiró al monasterio de Leyre. 
Fue continuada por la dinastía Jimena, que comenzó con Sancho Garcés I de Pamplona (905-925), primer rey documentalmente constatado, y cuyo autoridad territorial, junto a la detentada por otros señores y tenentes, se denomina propiamente como reino de Pamplona. Sancho Garcés I y su hijo, García Sánchez I, desarrollaron una labor de repoblación y favorecimiento de las nuevas tierras y de los monasterios allí existentes. Sancho Garcés II y García Sánchez II el Temblón se vieron obligados a capitular ante Almanzor y a pagar tributos al califato de Córdoba.
Con Sancho III el Mayor (1004-1035) el reino de Pamplona alcanza su mayor extensión territorial abarcando casi todo el tercio norte peninsular. Antes de morir (1035) dividió sus territorios entre sus hijos: su primogénito, García Sánchez III, reinó en Pamplona y heredó algunas tierras en Aragón y Castilla; Fernando I de Castilla obtuvo gran parte del condado de Castilla; Ramiro I de Aragón recibió tierras en Aragón y Navarra; y Gonzalo en Sobrarbe y otros puntos distantes de Aragón. De este reparto surge la nueva estructura política del siglo XII con los reinos de Navarra, Aragón y Castilla.
El reino de Pamplona estuvo incorporado entre 1076 y 1134 a los territorios aragoneses, tras el asesinato de Sancho Garcés a manos de su propio hermano. Recuperó su independencia en el reinado de García Ramírez de Pamplona y en el de Sancho VI de Navarra (1150-1194) pasó a llamarse reino de Navarra.

## Origen del reino de Pamplona

### Los orígenes vascones e hispanogodos del reino de Pamplona
Como recuerda el hispanista Roger Collins, los testimonios que se conservan de la época son muy escasos, de manera que no existe un consenso entre los especialistas para discernir el número preciso de monarcas y la duración de sus mandatos, como tampoco sobre la extensión de su territorio e influencia.
Si bien durante mucho tiempo se ha afirmado que el germen del Reino de Pamplona es el Ducado de Vasconia, hoy esta afirmación parece descartable, en primer lugar, porque la misma existencia histórica del supuesto ducado es puesta en tela de juicio. Este ducado, transcrito también en latín como Wasconiae, fue —suponiendo que fue real— una entidad de la Alta Edad Media constituida hacia el 601-602 por los reyes francos merovingios sobre la base territorial de la circunscripción o ducatus de la provincia bajoimperial romana de Novempopulania, en la antaño provincia augústea de Gallia Aquitania, y que se extendía desde el sur del curso bajo del río Garona hasta la vertiente continental de los Pirineos.
Pero parece inverosímil que una población tan abrumadoramente rural y dispersa como la vasca de la época fuera capaz de articular formas políticas tan complejas. En este sentido, es significativo que el reino de Pamplona surgiera a partir de una ciudad cuyo propio nombre en vascuence —Iruña, "la ciudad"— da fe de que se trataba de la única ciudad de toda la región. Así pues, parece más acertado afirmar que el futuro reino de Navarra fue el resultado de un indudable origen indígena vasco, pero también de una base urbana y heredera de la Hispania romana (conviene recordar que Pamplona fue fundada por Pompeyo el Grande, de quien toma el nombre). A partir de la alianza entre estas dos realidades históricas y culturales o de la lenta asimilación de ambas, la tradición rural de los vascones y la tradición urbana e hispanorromana —y más tarde hispanogoda— de la ciudad de Pamplona, se fue decantando con el tiempo la personalidad del reino pamplonés. La evidencia indica que esa alianza entre dos mundos enfrentados —el agro vascón y la ciudad hispanogoda— fue posible por la necesidad de sumar fuerzas frente a un poderoso enemigo común: Al-Ándalus.

### Los hechos
Carlomagno, con el proyecto de defender y dilatar el orbe cristiano, realizó una expedición con la intención de ocupar Zaragoza y debilitar al emir cordobés. Esta expedición fue un fracaso y en su retorno destruyó los muros y la ciudad de Pamplona para que no se pudiera rebelar. Al pasar por el Pirineo, su retaguardia fue sorprendida y aniquilada por los vascones en la llamada batalla de Roncesvalles el 15 de agosto del 778. El emir cordobés con sus fuerzas armadas recuperó su poder en Zaragoza en el 781, luego en la comarca de Calahorra, dirigiéndose a tierras vasconas y en Pamplona fue atacado por Jimeno de Pamplona. En el 806 la aristocracia pamplonesa se fue organizando en oposición al califato e incorporándose al Imperio carolingio de Ludovico Pío, sin conocer los términos de esta mutación política. La marca hispánica carolingia de la "Navarra nuclear" era un condado de unos 4000–5000 km² y solo debió de tener un único conde, Velasco al-Yalasqí, ya que en el 816 se produjo el derrumbamiento de estas marcas en el Pirineo occidental, siendo por tanto efímera y sin cambios profundos. Mientras, Álava entró en la órbita de la monarquía asturiana cuando el príncipe Fruela I venció a los rebeldes vascones, capturó a la que sería su futura esposa, Munia y convirtió este territorio en el baluarte oriental de la monarquía asturiana y manteniendo la descripción de vascones para sus habitantes.
Tras la enérgica reacción sarracena, se volvió a instaurar el sistema de obediencia indirecta a Córdoba, considerándose que se establece el Reino de Pamplona con su primer rey Íñigo Arista, que contaba con el apoyo de los Banu Qasi de la ribera. Debía tributar al emir de Córdoba, pero mantenía su propio gobierno y la religión cristiana. En los testimonios árabes lo presentan como «señor, conde o príncipe de los vascones (bashkunish)» y, por tanto, es dudoso que fuera considerado en la época como rey (al igual que sus dos descendientes primeros), dado que el territorio era pequeño, como el de un condado, y con una única sede episcopal. Esta sumisión era mantenida mediante expediciones armadas punitivas, sin intención, al parecer, de querer mantener una ocupación permanente. El territorio era de unos 5000 km² entre las cumbres del Pirineo occidental y los límites que daban las sierras exteriores. En el 824, tras la segunda batalla de Roncesvalles, Navarra y los territorios al sur del Pirineo se separan definitivamente del Ducado e inician su propio recorrido. Tras sofocar las revueltas de las fuerzas nobiliarias en Gascuña, el poder carolingio envía sus tropas a Pamplona capitaneadas por dos de sus condes, con el objeto de restaurar su soberanía sobre el territorio. En el retorno de su misión fueron sorprendidos y capturados en los Pirineos tras perder a su guardia armada de vascones o gascones a manos de los "pérfidos montañeses" (vascones cispirenaicos). El conde Eblo fue enviado a Córdoba como trofeo, y el conde Aznar fue puesto en libertad por ser gascón y ser considerado consanguíneo. En 853, el duque de Vasconia jurará por última vez lealtad a un soberano carolingio, iniciando posteriormente una dinámica regional fuera de los poderes centrales carolingios. Los títulos de duque de Vasconia y Aquitania se reunieron definitivamente en la figura de Guillermo VIII de Aquitania a partir de 1063.

El hijo de Íñigo Arista, García Íñiguez (851-882) y su nieto, Fortún Garcés (882-905), mantuvieron el mismo territorio sin realizar conquistas.

Evolución del reino de Pamplona desde sus inicios hasta 1037
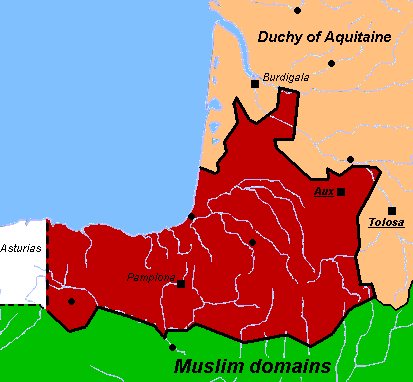
Ducado de Vasconia (rojo) bajo Odón el Grande (c. 710-740).
La marca hispánica del Imperio carolingio en el año 814.
El reino de Pamplona (en color naranja) en el año 910.
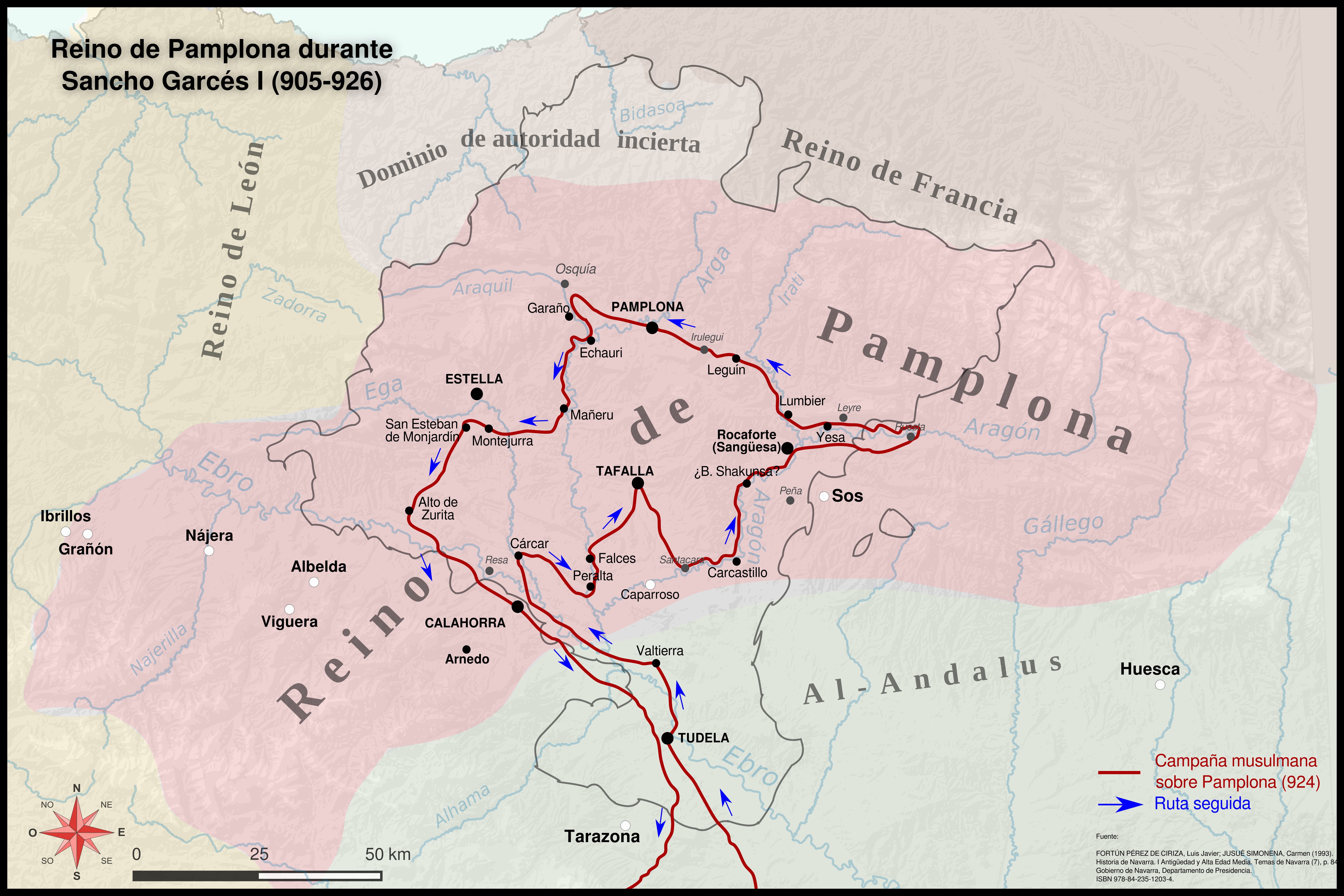
Reino de Pamplona con Sancho Garcés I, primer rey de Pamplona.
El reino de Pamplona (en color naranja) en el año 1000.
El Reino de Pamplona a la muerte de Sancho III el Mayor (1035)       Reino de Pamplona
La península ibérica en 1030 con la división del Califato de Córdoba en taifas y los reinos de León y Pamplona y el Condado de Barcelona.
La Península ibérica en 1037. Con la aparición de los reinos de Castilla y Aragón que irán rompiendo la vinculación con el de Pamplona.

## Dinastía Jimena

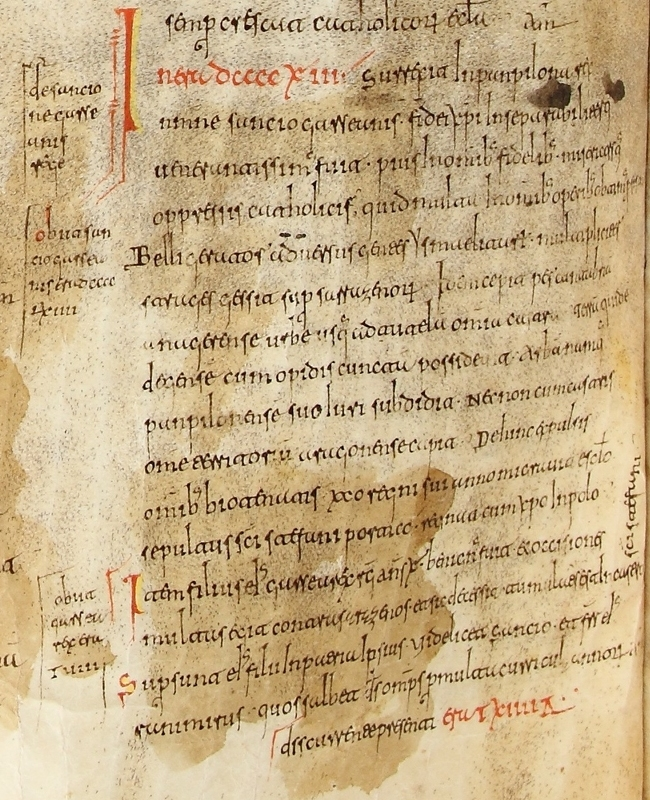
Pasaje de la Crónica Albeldense en el Códice Vigilano (RBME d-I-2, fol. 242v) referente al surgimiento del reino de Pamplona («surrexit in Pampilona») e informando de la muerte de Sancho Garcés I en 926 (al margen, «Obiit Sancio Garseanis era DCCCCLXIIII»)

Tras arrebatar el poder a Fortún Garcés, Sancho Garcés I (906-926), hijo de García Jiménez (iniciador de la dinastía regia de los Jimenos, asentados en la zona de la Val de Aibar, Sangüesa y Valdonsella), y regente de Fortún Garcés, durante su prisión) y de Dadildis de Pallars, una hermana del conde de Pallars Ramón I, se alzó como rey, rompió los compromisos con Córdoba y extendió sus dominios por las tierras de Deyo, el curso del río Ega hasta el Ebro y más allá las comarcas de Nájera y Calahorra, estas con la ayuda del rey leonés Ordoño II que produjeron la decadencia de la dinastía Banu Qasi. La respuesta del emir cordobés Abderramán III fue inmediata y realizó dos expediciones con la victoria en la batalla de Valdejunquera. Aunque no pudo llegar a la cuenca de Pamplona, sí logró ocupar casi todo el territorio de la Rioja (923). En la siguiente campaña del emir en 924 llegó y arrasó Pamplona. El territorio de Calahorra se adjudicó íntegramente a Sancho Garcés, y por ese motivo casó a su hija Sancha con Ordoño II. Bajo su tutela también quedaron los condados de los valles de los ríos Aragón y Gállego hasta llegar al Sobrarbe. El límite occidental era con el reino ovetense de Álava y Castilla. Todo ello conformaba un territorio de unos 15 000 km².
A su muerte le sucedió García Sánchez I (926-970), menor de edad y tutelado por Jimeno Garcés, hermano del monarca y esposo de una hermana de Toda Aznárez de Pamplona, la reina viuda. La reina Toda y su hermana eran nietas maternas de Fortún Garcés y medias hermanas por parte materna del padre de Abderraman III. En la persona del niño García Sánchez I se reunieron la dinastía Jimena por parte paterna y la dinastía Arista-Iñiga por parte materna. Se establecieron lazos matrimoniales con el reino de León, ya que la reina Toda casó a su hija Onneca con el rey Alfonso IV (924-931) y luego a Urraca con Ramiro II. Por otra parte, el enlace matrimonial de García Sánchez I con Andregoto enlazaba el condado de Aragón. Sin embargo, este matrimonio fue disuelto por parentesco (primos hermanos), aunque Andregoto siguió ostentando el título de reina. Tras la ruptura, García Sánchez I se casó con Teresa Ramírez, posiblemente hija de Ramiro II de León. También se emparentaron con familias de nobles de los territorios dependientes del de León (Castilla, Álava y Vizcaya), como el conde castellano Fernán González casado primero con una hija de Sancho Garcés I y luego en nuevas nupcias con Urraca Garcés, hija de García Sánchez I; y Urraca Fernández, viuda de los reyes Ordoño III y Ordoño IV, que se casará con el primogénito y futuro heredero del reino.
Su heredero Sancho Garcés II Abarca (970-994) estuvo asistido por su hermanastro Ramiro. Siguió la política matrimonial con la dinastía gascona con el matrimonio de Urraca Garcés, ya viuda, con el conde Guillermo Sánchez, y para frenar las incursiones de Almanzor a una de sus hijas en 982. Al finalizar el siglo X, Almanzor lanzaba incursiones en los reinos cristianos y al menos en nueve ocasiones entraron en territorio pamplonés. En el 966 se reanudaron los enfrentamientos, con la pérdida de Calahorra y el valle del río Cidacos. Sancho Garcés II en coalición con las milicias del Condado de Castilla sufrió una derrota en Torrevicente (981), y tras ello intentó negociar con el fin de firmar la paz, primero entregando a una de sus hijas y posteriormente a su hijo. Tras el fallecimiento de Sancho Garcés II, en 994, Pamplona tuvo que rendirse tras realizar el califato una expedición. Otras incursiones se producirían con su sucesor García Sánchez II el Temblón (994-1000), como la efectuada en el 999 en que Pamplona fue completamente arrasada, y en una de ellas se produciría su muerte, posiblemente en el año 1000.
La sucesión fue para el primogénito de unos ocho años de edad Sancho Garcés III (1004-1035), y esta posiblemente estuvo tutelada por el Califato. Los primeros años parece que el reino fue dirigido por su tíos Sancho, y García Ramírez de forma sucesiva, y ya en el 1004 asumiría el trono con el asesoramiento de su madre Jimena Fernández. Las relaciones con Castilla se fueron fortaleciendo mediante lazos familiares. La muerte de Almanzor en 1002 y de su sucesor Abd al-Malik en 1008 iniciaron la decadencia del Califato de Córdoba con su división en taifas que Castilla aprovechó para aumentar su territorio, mientras que Sancho aseguró las posiciones en la frontera de la taifa de Zaragoza, en las comarcas de Loarre, Funes, Sos, Uncastillo, Arlas, Caparroso y Boltaña.
Antes de 1011 se casó con Muniadona Sánchez, hija del conde de Castilla Sancho García. En 1016 realiza con su tío y suegro Sancho García un acuerdo en cuanto a límites entre el Condado de Castilla y el Reino de Pamplona y los ámbitos de expansión, quedando para Pamplona la expansión hacia el sur y el este, la zona oriental de Soria y el valle del Ebro, incluidas las comarcas zaragozanas.
No hay documentación directa en cuanto a estos límites exactos. El territorio heredado del reino de Pamplona (regnum Pampilonense) estaba formado por 15 000 km² de Pamplona, Nájera y Aragón con dos círculos de vasallos reales los señores pamploneses y los aragoneses tradicionalmente diferenciados.
En 1017 apoyó a su tía la condesa Mayor de Ribagorza en litigios con su antiguo marido el conde de Pallars, que le aseguró los dominios y se expandió hacia la Ribagorza. En 1025, la condesa renunció al título, traspasándoselo al rey pamplonés, e ingresó en un monasterio. Tras la muerte del conde Sancho García, Alfonso V de León intentó restablecer su autoridad en la franja de los ríos Cea y Pisuerga. Sancho III realizó un arbitraje casando a su hermana Urraca con Alfonso V (1023). En 1029 fue asesinado el García Sánchez, conde de Castilla y hermano de Muniadona, por lo que Muniadona se hizo depositaria del condado castellano que sería gobernada por su esposo Sancho III. La herencia del reino de León, a la muerte de Alfonso V,  fue para un menor de edad, Bermudo III (1028), que implicó a Sancho III en la gobernabilidad de este reino, interponiéndose entre las discordias existentes entre el condado de Castilla y el Reino de León, mediante acuerdos matrimoniales. Así una hija de Sancho III, Jimena, se casó con el nuevo rey leonés, mientras que la hermana de este, Sancha Alfónsez se casó con Fernando Sánchez, segundo hijo de Sancho III y el que tenía encomendado el condado castellano. Para ayudar en esta gobernabilidad estuvo durante el año 1034 en tierras leonesas.
En la reorganización del reino, se supone que creó el vizcondado de Labort, entre 1021 y 1023, con residencia del vizconde en Bayona y el de Baztán hacia 1025, si bien no hay constancia documental de ello, ya que no hay ninguna mención ni alusión al vizcondando de Labort o a las tierras de la Baja Navarra en la documentación expedida por Sancho el Mayor. José María Lacarra escribía esto sobre esta teoría:

Pero debo confesar que para esta teoría tan bien forjada, no encuentro ninguna base documental. Si bien los nombres de los primeros vizcondes de Labourd pueden ser tenidos por navarros, no está comprobado su entronque con ninguna familia conocida de "seniores" navarros; ni en los documentos de Pamplona se cita nunca el vizcondado de Labourd o de Bayona, ni en los documentos de estas tierras se hace ninguna alusión a las "tenencias" o gobiernos que pudieran tener sus vizcondes en el reino de Pamplona. En resumen, ni hay pruebas de que Sancho el Mayor apoyara militarmente al duque de Gascuña contra el conde de Tolosa, ni que luego le despojara del vizcondado de Labort para entregárselo a su mayordomo, ni de que en vida de Sancho Guillermo realizara el menor acto de hostilidad contra él ni se atribuyera autoridad alguna sobre el ducado de Gascuña. Las relaciones entre ambos debieron ser de amistad, más estrecha que con el conde de Barcelona, dados los antecedentes y los lazos de parentesco que les unían.

Algunos autores defienden que, a la muerte del duque Sancho Guillermo, duque de Vasconia, el 4 de octubre de 1032, extendió su autoridad sobre la antigua Vasconia ultrapirenaica comprendida entre el Pirineo y el Garona, como comenzó a ser mencionado en sus documentos. Otros autores, como José María Lacarra, Gonzalo Martínez Díez o Armando Besga opinan lo contrario 

Por el Norte, la frontera del reino pamplonés está clara, los Pirineos (caso de haberse extendido la autoridad de los reyes navarros hasta el Baztán, lo que es lo más probable, pero que no se puede acreditar hasta el 1066), y no se modificó. No es cierto, pese a todas las veces que se ha dicho, que Sancho III lograra el dominio de Gascuña (la única Vasconia de entonces, es decir, el territorio entre los Pirineos y el Garona, en el que la población que podemos considerar vasca por su lengua sólo era una minoría). El rey navarro únicamente pretendió suceder en 1032 al duque de Gascuña Sancho Guillermo, muerto sin descendencia, lo que bastó para que en algunos documentos se le cite reinando en Gascuña. Pero la verdad es que la herencia recayó en Eudes

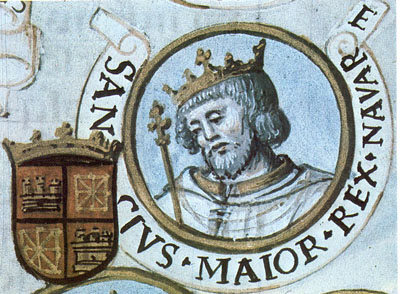
Sancho el Mayor rey de Pamplona y conde de Castilla y Aragón.

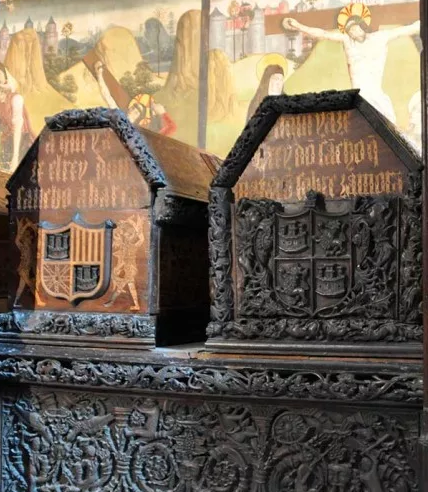
Tumba de Sancho III, rey de Pamplona y conde de Castilla y Aragón.

Sancho III sería denominado Rex Ibericus y Rex Navarrae Hispaniarum.
A su muerte en 1035 el reino de Pamplona había alcanzado su máxima extensión. Realizó un testamento que ha tenido una gran polémica historiográfica, considerando que repartió todo el territorio en tres reinos. Sin embargo Sancho III el Mayor siguió la tradición sucesoria reservando al primogénito García Sánchez III el reino de Pamplona, con el título real con todo su patrimonio a él anejo hasta entonces, Pamplona, Aragón y tierras de Nájera. El legado de su esposa Muniadona se debió de entregar de forma repartida entre los hijos legítimos. De esta forma García también recibió el territorio noreste del Condado de Castilla (Castella Vetula, la Bureba, Oca...) y el condado de Álava (las tierras vizcaínas, duranguesas y alavesas). Por parte de la herencia materna para Fernando Sánchez, que ya tenía encomendado el condado de Castilla, recibió el resto de este territorio; Gonzalo Sánchez el de Sobrarbe y Ribagorza, que debió estar supeditado al hermano primogénito, procedentes de los derechos de familia materna y de conquistas de su padre; y, por último, para el hermanastro Ramiro Sánchez (hijo natural de Sancho Garcés III con Sancha de Aibar y mayor de edad que sus hermanos legítimos) el condado de Aragón y ciertas poblaciones dispersas por la geografía pamplonesa, supeditado a García. La muerte precoz y poco aclarada de Gonzalo hizo que los territorios correspondientes pasaran a Ramiro. Por tanto, el patrimonio que ostentaba al subir al trono se concentraron en el primogénito García, mientras que el resto, herencia de su esposa Mayor o derecho de conquista, era de más libre disposición.

## Reparto del Reino de Pamplona

Reparto del Reino de Pamplona tras la muerte de Sancho IV el de Peñalén. en 1076
Zona ocupada por Alfonso VI de León
Zona ocupada por Sancho Ramírez de Aragón
Condado de Navarra, tenido por el monarca aragonés en homenaje al castellano

La política exterior del reino de Pamplona con García Sánchez III (1035-1054) estuvo marcada por la relación con sus hermanos. El conflicto armado de su hermano Fernando I, al que apoyó, con su cuñado Bermudo III de León produjo la muerte de este último en la batalla de Tamarón consiguiendo Fernando I la Corona leonesa. Esta colaboración se mantuvo durante algunos años. Con el hermanastro Ramiro I de Aragón fue mejor y mantuvo la dependencia teórica del pamplonés, excepto un mal conocido enfrentamiento en Tafalla en 1043 y que fue favorable a García. La alianza entre ellos, y con Ramón Berenguer I, fue eficaz para presionar a la taifa de Zaragoza. Tras la toma de Calahorra en 1044, la frontera pasó a un periodo pacífico en las que se iniciaron relaciones comerciales con la dividida taifa.
Al conseguir Fernando I el reino de León, convirtió teóricamente a García Sánchez III vasallo de su hermano en lo relativo a los territorios del condado de Castilla que habían sido repartidos por parte de la herencia materna. Sin embargo, el pamplonés probablemente interpretó que esos territorios habían pasado a ser una extensión de su reino, colocando a distintos tenentes de su círculo nobiliario, desplazando a los locales que tenían intereses relacionados con Fernando I, además de realizar otras medidas políticas. Las relaciones se deterioraron hasta el punto de enfrentarse los dos hermanos en la batalla de Atapuerca en septiembre de 1054, donde murió el rey de Pamplona. La derrota en esta batalla hizo perder a Pamplona las tierras de Castella Vetula, la Bureba y parte de la cuenca del Tirón.
Sancho Garcés IV (1054-1076) fue proclamado rey y reconocido por su tío Fernando I, rey de León, en el mismo campo de batalla de Atapuerca. Tenía catorce años y fue tutelada en el gobierno por su madre Estefanía, que tenía gran habilidad política, y parece que también por sus tíos Fernando y Ramiro. Cuando murió la madre en 1058 empezó a destacar el difícil carácter del soberano que le granjeó la enemistad de la nobleza que para 1061 provocó un conato de rebelión. La muerte de Ramiro I de Aragón se produjo en 1063, y su hijo Sancho Ramírez inició un progresivo alejamiento del rey de Pamplona, haciéndose vasallo del papa en 1068, rompiendo, de esta forma, la soberanía del reino de Pamplona, para posteriormente proclamarse rey. Mientras tanto Sancho Garcés IV se alió con Al-Muqtadir de Zaragoza.
Finalmente se produjo un complot que llevó al asesinato de Sancho Garcés IV al ser despeñado en Peñalén, junto a Funes, el 4 de junio de 1076, por parte de su hermano Ramón y su hermana Ermesinda. En el mismo también debieron de participar los dos reinos vecinos. Hasta el momento de su muerte el reino de Pamplona contaba con los territorios de Vizcaya, Álava y la Tierra Najerense.
Inmediatamente después el reino se lo repartieron sus dos vecinos. El rey de León y Castilla Alfonso VI, primo de todos ellos, pasó a controlar La Rioja; el Señorío de Vizcaya, atrayéndose a Lope Íñiguez, a cambio de aceptar el señorío hereditario de Haro; Álava; el Duranguesado; una gran parte de Guipúzcoa y la orilla derecha del bajo Ega, al parecer con el apoyo de los linajes de la zona. Por su parte el rey aragonés, Sancho Ramírez, primo también por línea bastarda, hizo lo propio con el resto del territorio pamplonés, con el apoyo de la nobleza nuclear pamplonesa que le aceptó como rey. De esta forma, el río Ega fue la frontera en la que quedó dividido el reino.  Las pretensiones de Alfonso VI que se alentaron con la conquista de Toledo (1085), fueron frenadas por la derrota en la batalla de Zalaca (1085) contra los almorávides, lo que le llevó a reconocer a su primo Sancho Ramírez como rey de Pamplona, consiguiendo que le prestara vasallaje por un territorio del núcleo originario del reino, denominado "condado de Navarra". Sancho Ramírez se centró entonces en expandirse al territorio musulmán en la zona de Ribagorza y con la toma de Arguedas (1084), con el que controlaba gran parte de las Bardenas. A la muerte de Sancho Ramírez, paso el reino a Pedro I (1094-1104) que siguió con la presión al islam, tomando el Somontano, en cuanto al territorio aragonés, y en cuanto al pamplonés mantuvo el acoso a Tudela con la toma de Sádaba (1096) y de Milagro (1098).
Su sucesor, Alfonso I el Batallador (1104-1134), rápidamente llevó la frontera con el islam al río Ebro. En 1109 se esposó con la hija de Alfonso VI de León, Urraca, con la intención de un gobierno conjunto de los reinos acordado en las capitulaciones matrimoniales. La incompatibilidad de caracteres de los cónyuges condujo a una guerra civil en Castilla. Urraca y sus partidarios se hicieron fuertes en Galicia y en la parte occidental, coronando en 1111 al primer hijo del primer matrimonio de esta, Alfonso Raimúndez. Gran parte de la nobleza castellana apoyó a Alfonso el Batallador que, al ver que era imposible unificar los dos reinos, se retiró conservando los territorios que le apoyaron, como fueron Vizcaya, Álava (reunidos en la junta de Argote), Rioja y otros de Burgos.
Diego López I en 1116 se rebelará contra Alfonso I por la tenencia de Nájera y manteniendo de nuevo una posición pro castellana. Alfonso I había designado a Fortún Garcés Cajal para retener dicha plaza en 1112, que la mantuvo hasta 1134. De nuevo el señor de Vizcaya, Diego López I, junto con el conde Ladrón Ladrón Íñiguez, se rebelaron en 1124, por lo que el rey sitió Haro y Diego López I se exilió a Castilla, mientras que el Ladrón Íñiguez se reconcilió con el Batallador convirtiéndose en señor de Álava. Cuando murió Diego López I, su hijo, Lope Díaz, en 1126 reconoció al nuevo rey de Castilla, Alfonso VII, que estaba reivindicando los territorios vascos y la Rioja.
Por otra parte se tomó Zaragoza (1118) con apoyo de nobles y tropas procedentes del Mediodía francés y de todo el territorio del reino pamplonés, incluidos los territorios occidentales, y aragonés. Inmediatamente después cayó Tudela, el 25 de febrero de 1119, y Tarazona, y luego Calatayud y Daroca.
Tras el fallecimiento de Urraca en 1126, su hijo Alfonso VII concentró sus pretensiones en el territorio de Alfonso el batallador. En 1127 mediante mediación se acordó el Pacto de Támara, con el fin de evitar el enfrentamiento de las tropas de Pamplona y Aragón con las castellano-leonesas. En este pacto Alfonso el Batallador renunciaba al título de emperador y se delimitaron las fronteras entre los reinos de Castilla y los de Pamplona y Aragón con devolución de alguno de los territorios a Castilla, retirada esta que Alfonso I efectúo con lentitud. En este pacto quedaba en territorio pamplonés los de Vizcaya, Álava, Guipúzcoa, Belorado, Soria y San Esteban de Gormaz.
Asedió Bayona, que estaba en manos de Inglaterra, en los años 1130-1131 sin llegar a tomarla. Por otra parte, en Aragón tras conquistar Mequinenza (1132) se centró en la toma de Fraga, que fracasó tras un asedio de un año de duración, gravemente herido se retiró y murió dos meses después por complicaciones de las heridas, el 7 de septiembre de 1134. El territorio por él controlado había pasado de 24 000 km² a unos 52 000 km², de ellos 8 000 ante Castilla para la monarquía pamplonesa y más de 20 000 km² a los almorávides. La muerte sin hijos legítimos y con un testamento que dejaba a las órdenes militares los dos reinos, era algo imposible de cumplir tanto por la nobleza aragonesa como por la pamplonesa. y esto marcaría la separación de nuevo entre el reino de Pamplona y Aragón. En Aragón se coronó a Ramiro II, un hermano de Alfonso el Batallador, mientras que en el territorio pamplonés la nobleza optó por García IV Ramírez (1134-1150), vástago de la dinastía Jimena. García Ramírez tuvo que someterse al vasallaje del rey castellano, pero su hijo Sancho VI de Navarra aprovechó la minoridad de Alfonso VIII de Castilla para sacudirse el vasallaje y se intituló como Rex Navarre.